# Orpí
Orpí és un municipi de la comarca de l'Anoia, amb capital a Can Bou. Es troba al sector meridional de la comarca i de la conca d'Òdena, a la vall mitjana de la riera de Carme, que discorre en direcció oest-est pel centre del territori, entre les elevacions que ací forma la serralada Prelitoral, que a banda sud arriben a 736 m d'altitud, a la serra d'Orpinell o de Feixes. Comprèn el poble d'Orpí, amb el castell, centre històric del municipi, el de Santa Càndia, actual cap administratiu, i els veïnats de Can Bou i Feixes.
Limita amb Santa Margarida de Montbui, Vilanova del Camí i Carme (nord i est), la Llacuna (sud) i Santa Maria de Miralles (oest). Carreteres locals comuniquen els dos pobles amb la carretera comarcal d'Igualada a Sitges i amb la local d'Igualada a Valls.

## Geografia
- Llista de topònims d'Orpí (Orografia: muntanyes, serres, collades, indrets..; hidrografia: rius, fonts...; edificis: cases, masies, esglésies, etc).

El territori és muntanyós: hom la considerava encara a principis del segle xx part de les terres de la Segarra històrica. El seu clima és benigne i són abundants les deus d'aigua (a Can Bou l'empresa Artés porta aigua a Igualada amb una mitjana de 850 m³ per dia); als vessants de la serra de Feixes hi ha la coneguda font Bertrana d'anomenada en tota la comarca. A part del sector forestal, amb boscos esclarissats, hi ha unes 600 ha cultivables, amb predomini dels cereals, i també ametllers i petites restes de vinya i algunes hortes prop de la riera. L'economia és essencialment agrícola; es troba complementada per la cria de bestiar. Resten encara quatre petites indústries papereres prop de la riera de Carme i hi ha pedreres.

## Els focs
Els fogatjaments del 1378 donen 24 focs, que disminuïren sensiblement als segles xv i xvi (11 i 13 focs). La població continuà escassa al llarg del segle xviii (73 h el 1719 i 97 el 1787), però tingué un augment notable al següent, amb un màxim de 472 h el 1887; inicià la davallada amb la fil·loxera, es mantingué als voltants dels 300 al llarg del segle xx i el descens s'ha accentuat des dels anys cinquanta (253 h el 1960, 194 h el 1970, 144 h el 1979.

## Orpí
El poble d'Orpí es troba a 447 m d'altitud, dalt d'un roquer que domina la riba dreta de la riera de Carme, formada per l'església, la casa rectoral i un gran casal que correspon a l'antic castell i altres edificis (unes poques cases), encinglerat sobre el torrent de Morei. El terme d'Orpí (Auripino) és esmentat el 978 com a límit dels bisbats de Vic i de Barcelona i el castell d'Orpí apareix el 987 (com a límit del de Miralles) i el 1005 (quan la vescomtessa Geriberga donà uns alous del seu terme al monestir de Sant Cugat del Vallès. Formà part dels dominis de la casa vescomtal de Cardona, dins la baronia de la Conca d'Òdena, i la família Orpí en tingué la castlania al segle xiii. Més endavant fou infeudat a la família Sallent (el 1461 el seu senyor Bernat Sallent fou considerat instigador de l'agressió al mercader igualadí Antoni Corner mentre oïa missa i hom intentà d'embargar-li les rendes).
El castell i terme d'Orpí fou adquirit el 1677 pel paraire Joan Serrals d'Igualada a la família Ortal de Saragossa per 9.550 lliures catalanes. Restà fins a la fi del règim senyorial en mans dels Serrals i dels seus descendents els Padró. Es conserva una magnífica torre mestra, poligonal, al centre de les edificacions que envolten el castell, i un portal d'arc rodó que dona accés per la banda del nord.
L'església de Sant Miquel d'Orpí, que fou inicialment la capella del castell, és esmentada des del 1099; conserva de l'edificació romànica un petit absis ornamentat amb arcuacions llombardes i la coberta en volta de canó, amb arcs torals, però la resta es troba molt modificada.

## Santa Càndia
El poble de Santa Càndia es troba a l'altra banda de la riera de Carme, a la seva riba esquerra, davant el poble d'Orpí, el qual substitueix en la capitalitat. L'església de Santa Càndia és esmentada el 1368 i és un notable edifici gòtic (segle xiv), amb una portalada i una clau de volta molt interessants. Fou restaurada a finals dels anys 1970 i primeries dels 80 per la Diputació de Barcelona i s'hi venera una imatge de la santa, policromada. Hom hi celebra l'últim diumenge d'abril l'aplec de les Bresques, molt popular. Al seu costat hi havia el Mas de Santa Cana (citat el 1400), nom derivat de Santa Càndia, i ara hi ha l'Hostal de Cal Morei. Aigua amunt de la riera hi ha el sector acongostat dels estrets de Can Virella, de paisatge molt atractiu.

## Can Bou
El barri de Can Bou es troba a l'extrem de llevant del terme i forma un nucli industrial paperer a l'esquerra de la riera de Carme. El veïnat de Feixes es troba al SE del terme, als vessants de la serra del seu nom, camí d'Orpinell (ja a Mediona, a l'Alt Penedès).

## Demografia
| Entitat de població | Habitants (2024) |
| Can Bou             | 87               |
| Orpí                | 65               |
| les Escodines       | 15               |
| Santa Càndia        | 12               |
| Font: Idescat       |                  |

| 1497 f | 1515 f | 1553 f | 1717 | 1787 | 1857 | 1877 | 1887 | 1900 | 1910 |
| ------ | ------ | ------ | ---- | ---- | ---- | ---- | ---- | ---- | ---- |
| 11     | 13     | 11     | 73   | 97   | 404  | 403  | 472  | 324  | 344  |

| 1920 | 1930 | 1940 | 1950 | 1960 | 1970 | 1981 | 1990 | 1992 | 1994 |
| ---- | ---- | ---- | ---- | ---- | ---- | ---- | ---- | ---- | ---- |
| 369  | 321  | 331  | 313  | 253  | 194  | 158  | 144  | 152  | 152  |

| 1996 | 1998 | 2000 | 2002 | 2004 | 2006 | 2008 | 2010 | 2012 | 2014 |
| ---- | ---- | ---- | ---- | ---- | ---- | ---- | ---- | ---- | ---- |
| 149  | 147  | 147  | 140  | 175  | 190  | 193  | 179  | 160  | 131  |

| 2016 | 2018 | 2020 | 2022 | 2024 | 2026 | 2028 | 2030 | 2032 | 2034 |
| ---- | ---- | ---- | ---- | ---- | ---- | ---- | ---- | ---- | ---- |
| 139  | 136  | 151  | 159  | 178  | -    | -    | -    | -    | -    |